# Geoff Lawton
Geoff Lawton, né le 10 décembre 1954 à Stoke-on-Trent, dans le Staffordshire, au Royaume-Uni, est un concepteur, enseignant, consultant et conférencier de permaculture australien. Depuis 1995 il s'est spécialisé dans l'éducation, l'implémentation, l’établissement de système, l'administration et le développement communautaire de la permaculture.

## Biographie
Il a réalisé, dans les années 1990, une refertilisation d'une partie du désert salin, de Jordanie, situé sous le niveau de la mer Morte, via la permaculture. Ses travaux ont ensuite été continué, sous la supervision de la Princesse Basma bint Talal (en) de Jordanie. 
Il est proche de John D. Liu un réalisateur et chercheur sino-américain, qui a réalisé un documentaire sur la refertilisation d'une partie du plateau de Lœss de la taille de la Belgique, en Chine, grâce aux efforts des agriculteurs, chercheurs et gouvernement locaux. Geoff Lawton apparaît dans le documentaire de John D. Liu, « Hope in a Changing Climate ».

## Œuvres

### Filmographie
- Documentaire : Geoff Lawton, « Permaculture-Reverdir le Désert », sur Youtube (traduction en français de Greening The Desert et Greening The Desert II)
- Harvesting Water the Permaculture Way (2007)
- Establishing a Food Forest (2008)
- Introduction to Permaculture Design (2009)
- Greening The Desert II (2009)[1]
- Permaculture Soils (2010)
- Urban Permaculture (2011)

- (en) « Regreening the desert with John D. Liu - Docu - 2012 », sur Chaîne Youtube de Vpro Documentaire, 7 mai 2017.